# 南但馬警察署
南但馬警察署（みなみたじまけいさつしょ）は、兵庫県警察が管轄している警察署の一つ。

## 概要
養父市と朝来市の全域を管轄区域としている。
2021年（令和3年）3月22日、養父警察署と朝来警察署が統合されて発足した。旧・朝来警察署の庁舎が「朝来本庁舎」となった一方、旧・養父警察署の庁舎も「養父警察センター」として残されている。

## 所在地
朝来本庁舎
- 兵庫県朝来市和田山町玉置653番地の2

## 交番
- 和田山駅前交番 - 朝来市和田山町東谷
- 生野駅前交番 - 朝来市生野町口銀谷（旧朝来警察署生野警部派出所）
- 八鹿駅前交番 - 養父市八鹿町八鹿49-5

## 駐在所
- 市場駐在所 - 朝来市和田山町市場
- 宮田駐在所 - 朝来市和田山町宮田
- 矢名瀬駐在所 - 朝来市山東町矢名瀬町
- 磯部駐在所 - 朝来市山東町野間
- 上早田駐在所 - 朝来市山東町早田
- 加都駐在所 - 朝来市和田山町加都
- 竹田駐在所 - 朝来市和田山町竹田
- 新町駐在所 - 朝来市生野町新町
- 朝来駐在所 - 朝来市立脇
- 立野駐在所 - 朝来市立野
- 石田駐在所 - 朝来市石田
- 青倉駐在所 - 朝来市物部
- 伊佐駐在所 - 養父市八鹿町浅間1256-11
- 宿南駐在所 - 養父市八鹿町宿南460
- 高柳駐在所 - 養父市八鹿町高柳683-1
- 上野駐在所 - 養父市上野962-1
- 養父駐在所 - 養父市養父市場506-7
- 広谷駐在所 - 養父市十二所268-3
- 浅野駐在所 - 養父市浅野7-3
- 建屋駐在所 - 養父市建屋454-2
- 口大屋駐在所 - 養父市大屋町樽見204
- 大屋駐在所 - 養父市大屋町大屋市場5
- 門野駐在所 - 養父市大屋町門野73-1
- 関宮駐在所 - 養父市関宮344-1
- 吉井駐在所 - 養父市中瀬886-1
- 熊次駐在所 - 養父市外野962-2

## 交通
- JR 和田山駅から北東へ約1.2km。
- 播但連絡道路・北近畿豊岡自動車道 和田山インターチェンジから北東へ約2.5km。